# Stumpffia davidattenboroughi
Stumpffia davidattenboroughi – gatunek płaza bezogonowego z rodziny wąskopyskowatych (Microhylidae). Został nazwany na cześć brytyjskiego przyrodnika Davida Attenborough. Dotychczas opisany został zaledwie jeden przedstawiciel tego gatunku, który mierzył 11,72 mm i złapany został w rezerwacie Betampona w północno-wschodniej części Madagaskaru. Gatunek ten jest krytycznie zagrożony w związku z jego bardzo ograniczonym obszarem występowania, a także małą populacją.

## Wygląd
Jest to niewielki przedstawiciel rodzaju Stumpffia nazwany na cześć brytyjskiego przyrodnika Davida Attenborough. Jedyny zbadany okaz miał 11,72 mm długości. Ma smukłe ciało z podłużną głową, a także smukłymi przednimi kończynami. Grzbiet jest ciemnobrązowy, z wyjątkiem dwóch jasnobrązowych pasków ciągnących się od tylnej części głowy do tylnych kończyn. Przednie kończyny mają ciemnobrązowy kolor, który przechodzi w miedziany w okolicach łokcia. Kończyny tylne są trójkolorowe – ciemnobrązowe od biodra do połowy golenia, czarne w okolicach środkowej części golenia, oraz miedziane od połowy golenia do stóp. Jako że opisany został zaledwie jeden osobnik tego gatunku, zmienność wewnątrzgatunkowa nie jest znana.

## Występowanie i siedlisko
Jedyny zbadany osobnik tego gatunku złapany został w północno-wschodniej części Madagaskaru. Holotyp znaleziony został w lesie w rezerwacie Betampona w prowincji Toamasina, na wysokości 558 m n.p.m.

## Status
W związku z domniemaną małą populacją, a także z niewielkim (26 km²) obszarem występowania, odkrywcy holotypu zasugerowali, że gatunek powinien zostać zakwalifikowany jako krytycznie zagrożony (CR) w czerwonej księdze gatunków zagrożonych.